# マチルダ・ニューポート
マチルダ・ニューポート（Matilda Newport、? - 1837年）とはリベリアの歴史に名を残す国民的英雄の女性で、アメリカから来た解放奴隷によるリベリア入植の初期に原住民などの攻撃を追い払い入植者を助けたと言われる。
生い立ちなど不明なところがあるが、西アフリカのリベリアに移住した解放奴隷の若い入植者の未亡人で、1822年12月1日、リベリアの原住民の部族によるアメリカから来た入植者への攻撃を大砲を使って追い払い、入植者達を守り助けたと言われている。「フォートヒルの戦い」と呼ばれ、入植地であるモンロビアを外部からの攻撃から守るため市内の丘に城砦を築いた。そしてその城砦に彼女が使っていたと言われる大砲がある。「マチルダ・ニューポートの大砲」と呼ばれ、現在でもその大砲が残っている。彼女は1837年に亡くなったが、英雄的な行為に名誉を与えるとして、リベリアでは12月1日の日は「マチルダ・ニューポートの日」として祝祭日になっていたが、1980年に廃止されている。